# .aw

.aw는 아루바의 인터넷 국가 코드 최상위 도메인이다. 세타에 의해 관리된다. 등록은 2차 도메인까지 직접 허용되지만 영리 목적의 .com.aw 서브 도메인도 존재한다.

## 2차 도메인
등록은 두 번째 수준에서 직접 허용되지만 상업용 사이트를 위한 .com.aw 하위 도메인도 있다. 대부분의 등록은 SETARNET 웹사이트를 통해 이루어진다.
아루바인 전문가를 위한 .pro.aw 등록도 증가했다.

## 같이 보기
- .nl
- .sx
- .cw